# Romanów (gmina Jedlińsk)
Romanów – wieś w Polsce, położona w województwie mazowieckim, w powiecie radomskim, w gminie Jedlińsk. Ma status sołectwa.
W latach 1975–1998 miejscowość należała administracyjnie do województwa radomskiego.
Wierni Kościoła rzymskokatolickiego należą do parafii  Świętych Apostołów Piotra i Andrzeja w Jedlińsku.

## Geografia
Romanów położony jest w obrębie Wzniesień Południowomazowieckich na Równinie Radomskiej. W okolicach miejscowości występuje bogata roślinność charakterystyczna dla żyznych siedlisk łąk wilgotnych, bagiennych i torfowisk o wartości użytków ekologicznych.
Podstawowym źródłem zaopatrzenia w wodę gospodarstw domowych w Romanowie jest wodociąg grupowy „Jedlińsk” zasilany z ujęcia Jedlińsk o wydajności 85 m³/h (awaryjna studnia o wydajności 72 m³/h). 

## Integralne części wsi
| SIMC    | Nazwa       | Rodzaj    |
| ------- | ----------- | --------- |
| 0625177 | Jedlanka    | część wsi |
| 1055397 | Wołowe Góry | część wsi |

1 stycznia 2003 będąca dotychczasową częścią wsi Wypola została zlikwidowana jako osobna miejscowość.